# Wira Bangun
Wira Bangun is een bestuurslaag in het regentschap Mesuji van de provincie Lampung, Indonesië. Wira Bangun telt 3447 inwoners (volkstelling 2010).